# ヒトリシズカ
ヒトリシズカ（一人静、及已、学名: Chloranthus quadrifolius）は、センリョウ科チャラン属に属する多年草の1種である。茎の先端付近に4枚の葉が輪生状につき、中央から白いブラシ状の花序が1本伸びる（図1）。花は花被を欠き、3本の雄しべが白く目立つ。日本を含む東アジア北部に分布する。
古くは「吉野静」とよばれ、『和漢三才図会』(1712年) に「静とは源義経の寵妾にして吉野山に於て歌舞のことあり。好事者、其美を比して以って之に名づく」とその由来が記されている。「一人静」の名は、近縁種のフタリシズカがふつう花序を2本もつことと対比させている。長らく Chloranthus japonicus の学名が充てられていたが、2014年に Chloranthus quadrifolius とされた。

## 特徴
横に這う短い地下茎から、数本から多数の茎が直立する多年草であり、高さ10–50センチメートル (cm)。若い茎はふつう赤紫色であり (下図2a)、後に緑色になる。茎の下部3–4節には三角形または広卵形の膜質の鱗片葉 (長さ4–5ミリメートル (mm)) がつき、上部の2節に大型の葉が十字対生する。この2節間は非常に狭いため、4枚の葉が輪生しているように見える (下図2b)。葉の葉柄は 0.5–1.5 cm、葉身は楕円形、卵状楕円形または広楕円形、4–14 × 2–8 cm、表裏とも無毛で薄いが光沢があり、先端は急に狭まり細く尖り、基部は鋭形、葉縁には鋭い鋸歯がある (下図2b, c)。葉脈は羽状、側脈は6–8対。
花期は4–5月、密に花をつけた1本 (まれに2本) の穂状花序が頂生する (上図2b, 下図3a)。花序は花期には 1–2 cm、果期には伸長して 2–3 cm になる。花は両性、花被を欠き、苞は半円形から三角形で長さ 0.5 mm、先端が平らまたは浅く2–3裂している。雌しべの子房の側面 (背軸側) に雄しべがついている。雄しべは白色、3個が基部で合着し (1個の雄しべが3裂したともされる)、3本の葯隔が糸状に伸びる (長さ 3–5 mm) (下図3a, b)。ふつう中央の葯隔には葯がなく、左右の葯隔の基部外側にそれぞれ1個の黄色の葯がある (下図3a, b)。雌しべの子房は長さ約 1 mm、柱頭は切形 (下図3a, b)。果期は5–6月、果実は淡緑色、球形で長さ 2.5–3 mm。染色体数は 2n = 30。

## 分布と生育環境
南千島、北海道、本州、四国、九州、朝鮮半島、中国北部、アムール、沿海州、ウスリーに分布する。山野の林内に生える。

## 保全状況評価
ヒトリシズカは日本全体としては絶滅危惧等に指定されていないが、下記のように地域によっては絶滅危惧種に指定されている。
- 絶滅危惧II類: 鹿児島県
- 準絶滅危惧種: 和歌山県

## 人間との関わり
観賞用に栽培されることがあり、青軸 (茎や葉が赤紫色を帯びないもの)、桃色花 (雄しべがピンク色を帯びるもの)、斑入り (覆輪、中斑、散り斑、黄金葉など) などの園芸品種も流通している。
有毒であるが、根の煎汁は「及已（）」とよばれる生薬となり、皮膚病などに用いられる。ただしヒトリシズカの中国名は「银线草」であり、「及已」はフタリシズカを意味する。
花言葉は「静謐」「隠された美」。

## ギャラリー

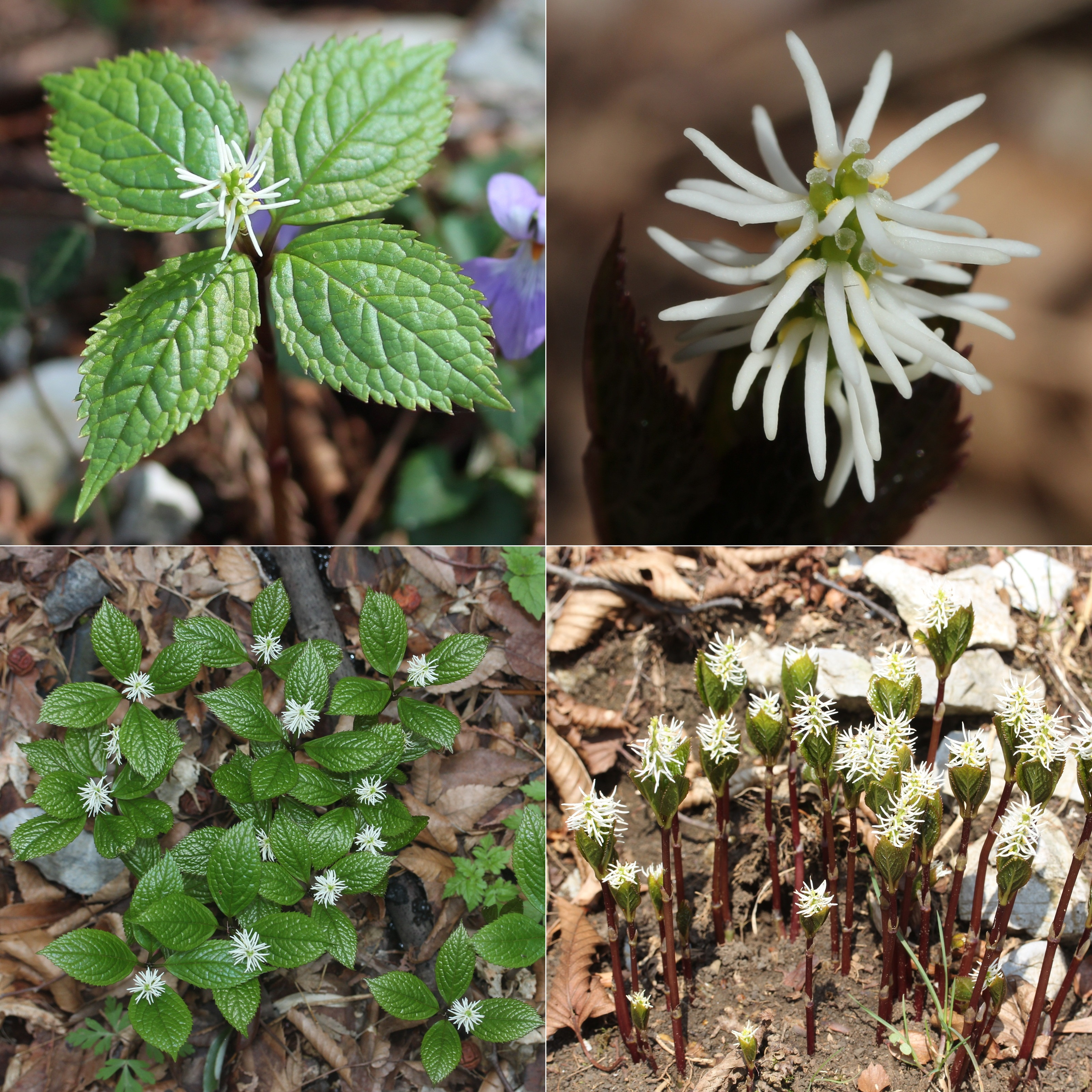
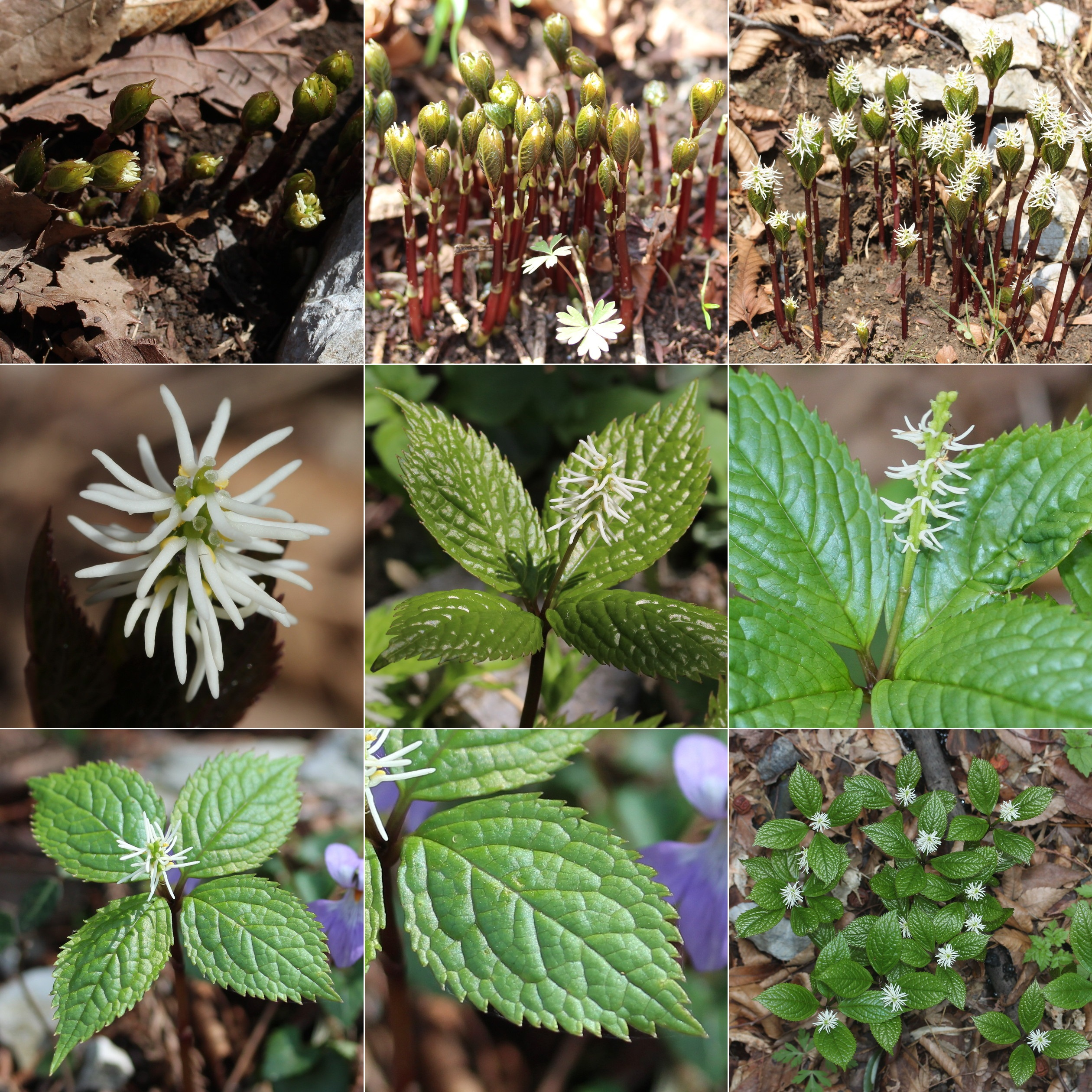
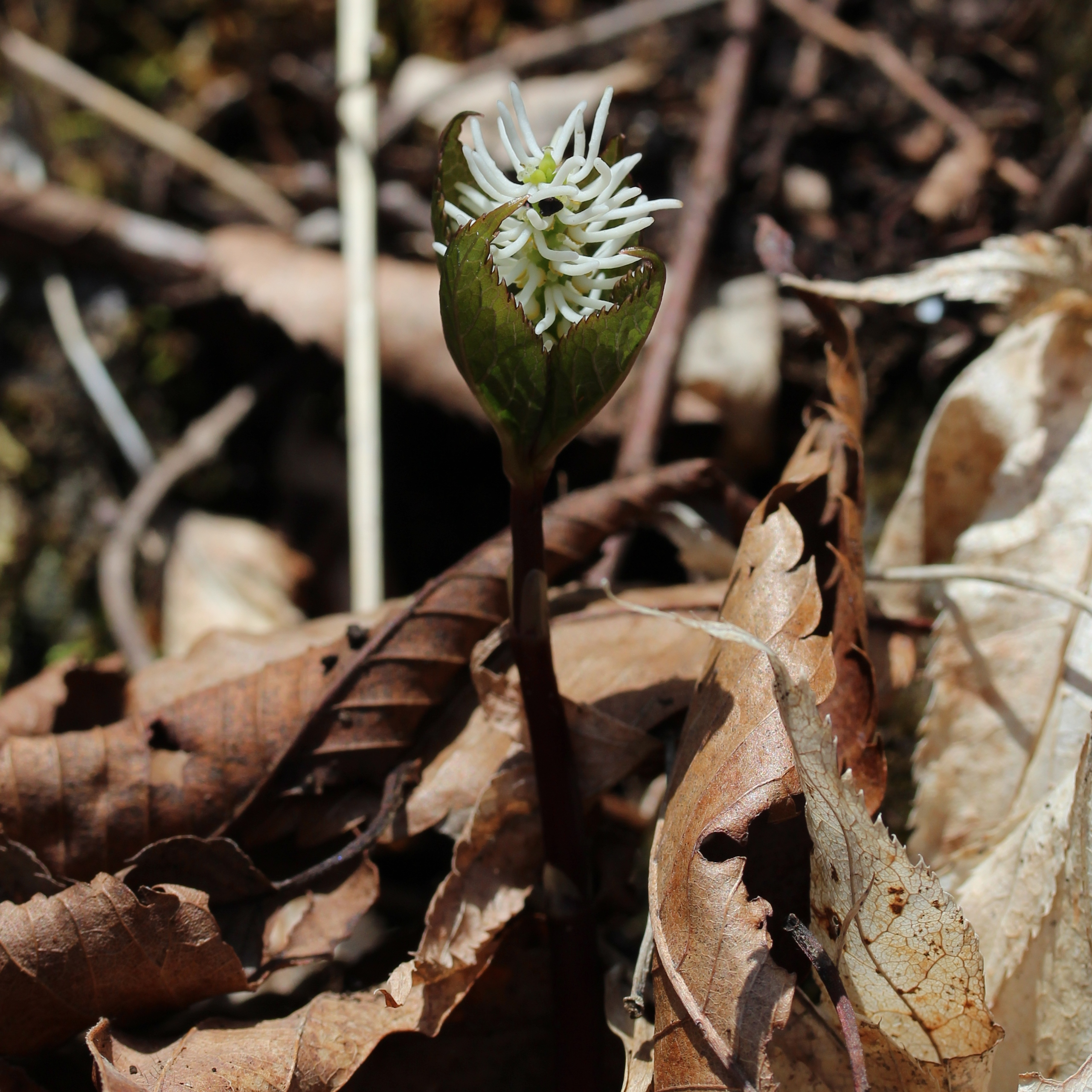
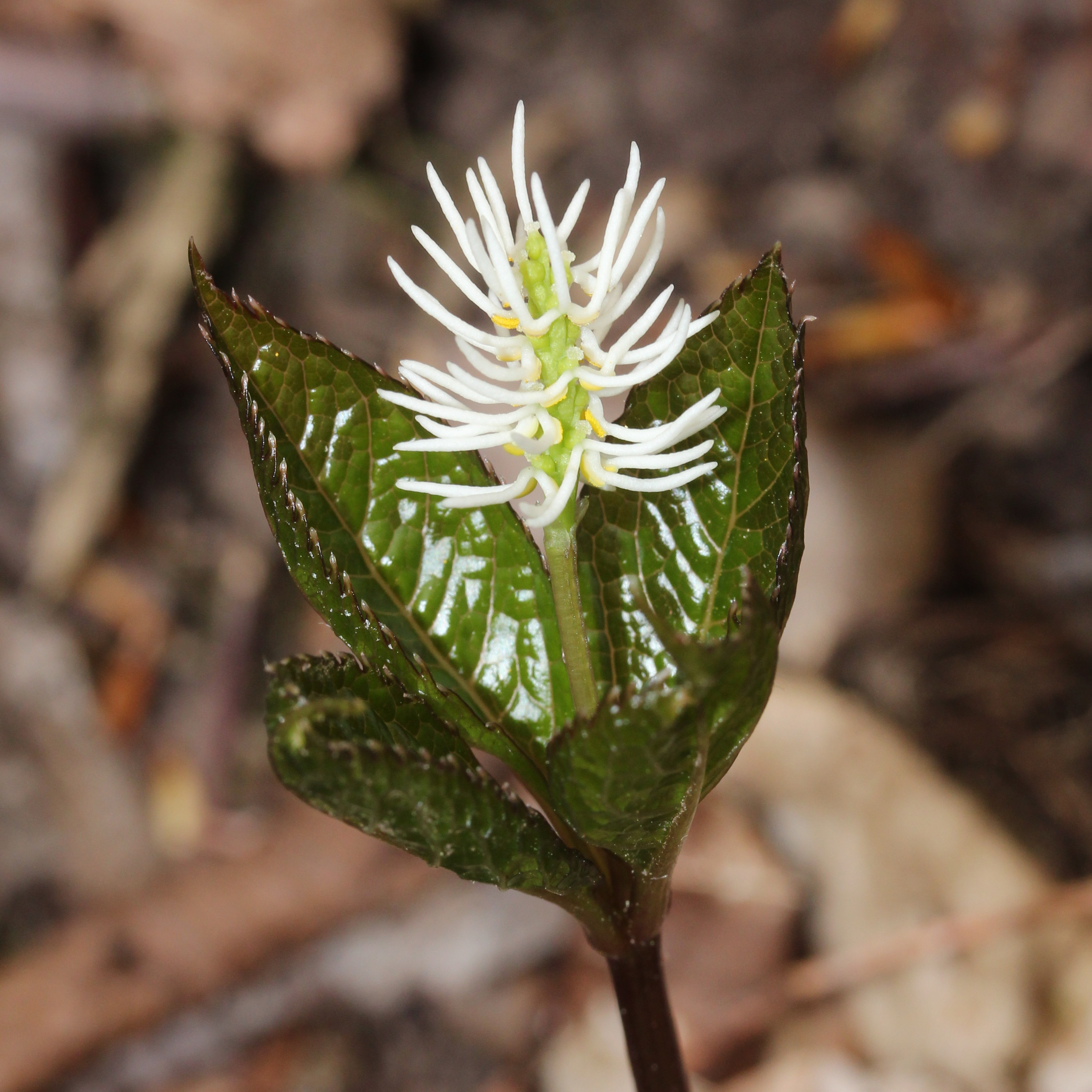
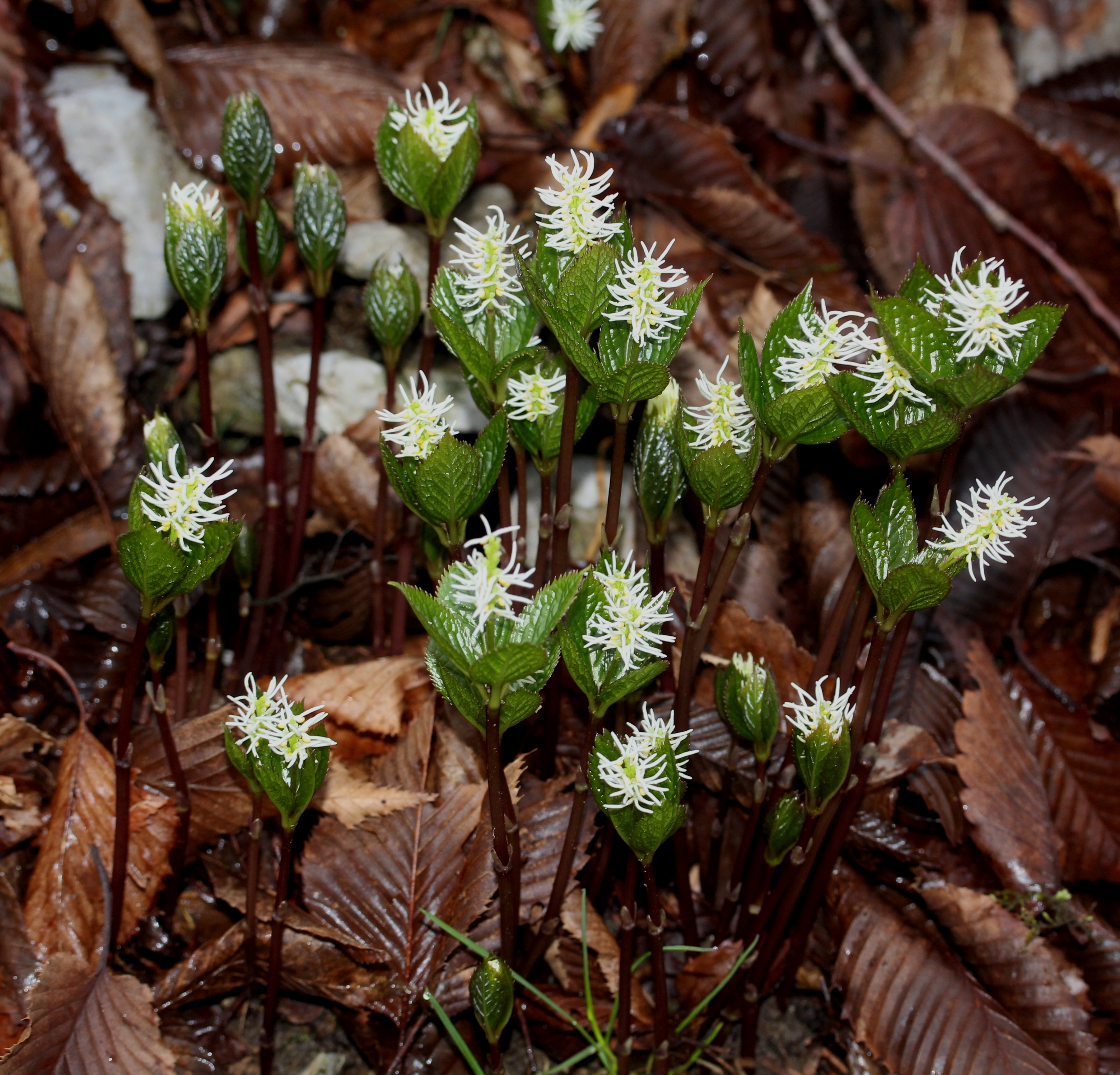